# Riccardo Bellotti
Riccardo Bellotti (Viena, 5 de agosto de 1991) é um tenista italiano. Seu melhor ranking de simples foi o de N° 221 da ATP, alcançado em 21 de setembro de 2015. Já nas duplas, seu melhor ranking foi o de N° 514 da ATP, alcançado em 10 de dezembro de 2012.